# Australian White Ensign

Australian White Ensign

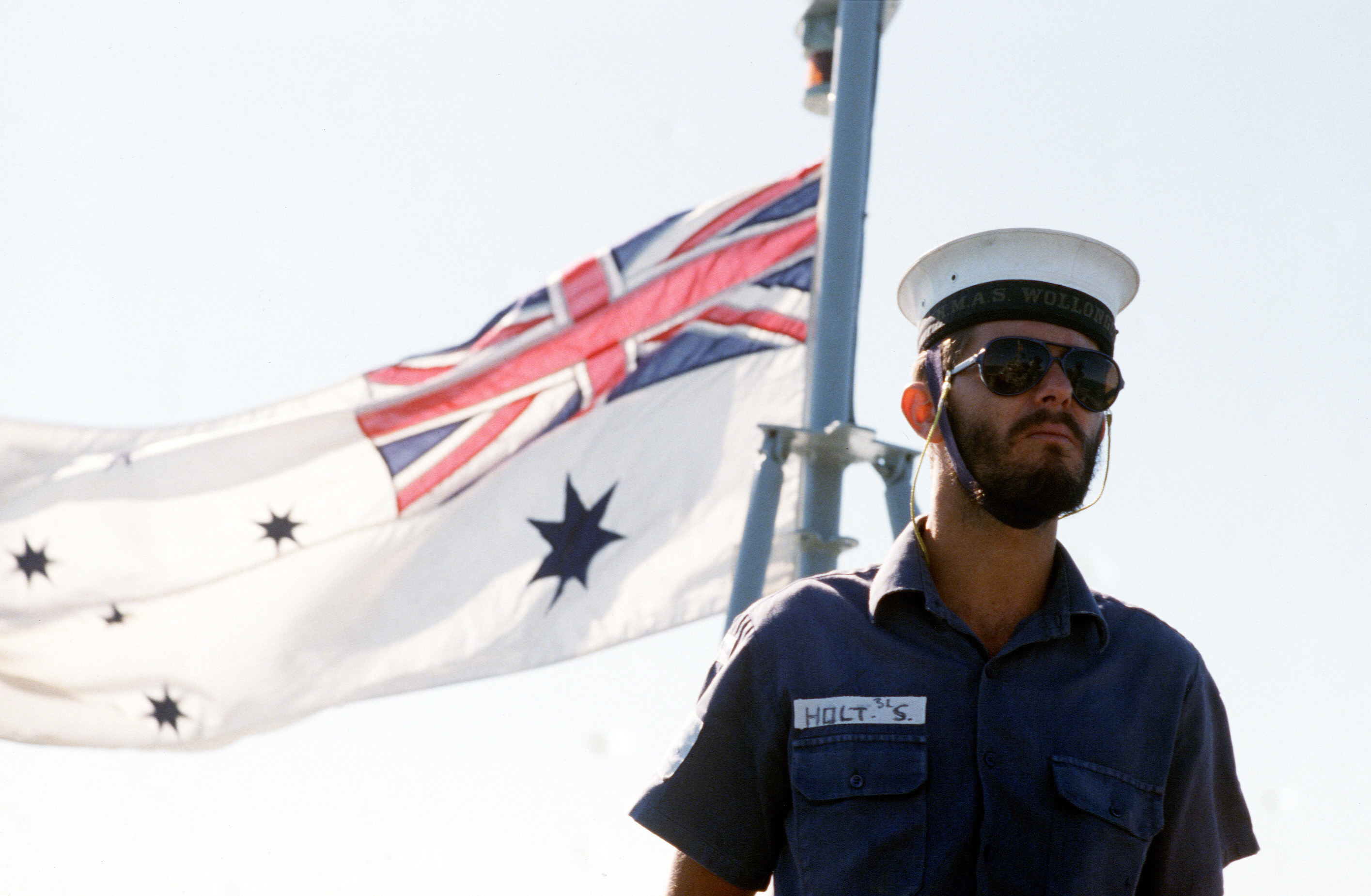
Australischer Seemann vor dem White Ensign

Der Australian White Ensign, auch Royal Australian Navy Ensign genannt, ist die offizielle Flagge der Royal Australian Navy. Sie wird seit 1967 als Seekriegsflagge und Gösch auf den Schiffen der australischen Marine eingesetzt.

## Gestaltung
Der White Ensign basiert auf der australischen Nationalflagge und dem White Ensign der Royal Navy. Er hat ein Seitenverhältnis von 2:1, in der linken oberen Ecke befindet sich der Union Jack, der auf die Geschichte als britische Kolonie zurückgeht. Auf weißem Hintergrund befindet sich in der linken unteren Ecke ein blauer siebenzackiger Stern, der Commonwealth Star. Die rechte Hälfte wird von fünf Sternen eingenommen, die das Kreuz des Südens symbolisieren. Ein Stern ist fünfzackig, die übrigen vier sind siebenzackig.

## Geschichte
Seit ihrer Gründung 1911 führte die Royal Australian Navy den White Ensign der Royal Navy. Schon früh gab es Vorschläge für eine eigene australische Marineflagge, diese wurden jedoch von der britischen Admiralität mit der Begründung abgelehnt, dass es sinnvoll wäre, wenn alle Marinen des Commonwealth die gleiche Flagge führen würden. Erst 1965 schlug der damalige Chief of Naval Staff, Vice Admiral Sir Alan McNicoll vor, eine eigene australische Seekriegsflagge einzuführen, besonders im Hinblick auf die australische Beteiligung am Vietnamkrieg, wo die australischen Kriegsschiffe die Flagge eines nicht am Krieg beteiligten Landes führten. Am 21. Januar 1966 legte das Naval Board der australischen Regierung den Vorschlag für die Einführung einer neuen Flagge vor. Nachdem dieser Entwurf sowohl durch die Regierung als auch die Königin angenommen worden war, verkündete das Naval Board am 23. Dezember 1966 die Einführung der neuen Flagge zum 1. März des folgenden Jahres. Das erste Schiff, das unter der neuen Flagge in Dienst gestellt wurde, war der Versorger HMAS Boonaroo.